# آلن مورگان (قایقران روئینگ)
آلن مورگان (انگلیسی: Allen Morgan; ۱۶ ژوئیهٔ ۱۹۲۵ – ۱۲ سپتامبر ۲۰۱۱) قایقران روئینگ اهل ایالات متحده آمریکا بود.